# Katherine Thayer Hobson
Katherine Thayer Hobson (* 11. April 1889 in Denver; † 10. September 1982 in New York City) war eine US-amerikanische Bildhauerin.

## Leben
Hobson wurde als Tochter von Katherine Sophia Thayer und Henry Wise Hobson I geboren. Ihre jüngeren Geschwister waren der Unternehmer Thayer Hobson, der Bischof Henry Wise Hobson II und Eleanor Mackenzie. Während ihrer Zeit in Dresden lernte sie ihren ersten Mann Herbert Kraus kennen, der als Professor an die Universität Göttingen berufen wurde. Hobson verließ Deutschland im Jahr 1935 und ließ sich 1939 von Kraus scheiden. Im selben Jahr heiratete sie den klassischen Archäologen Diether Thimme. Die Ehe wurde ein Jahr später geschieden.

## Künstlerische Laufbahn

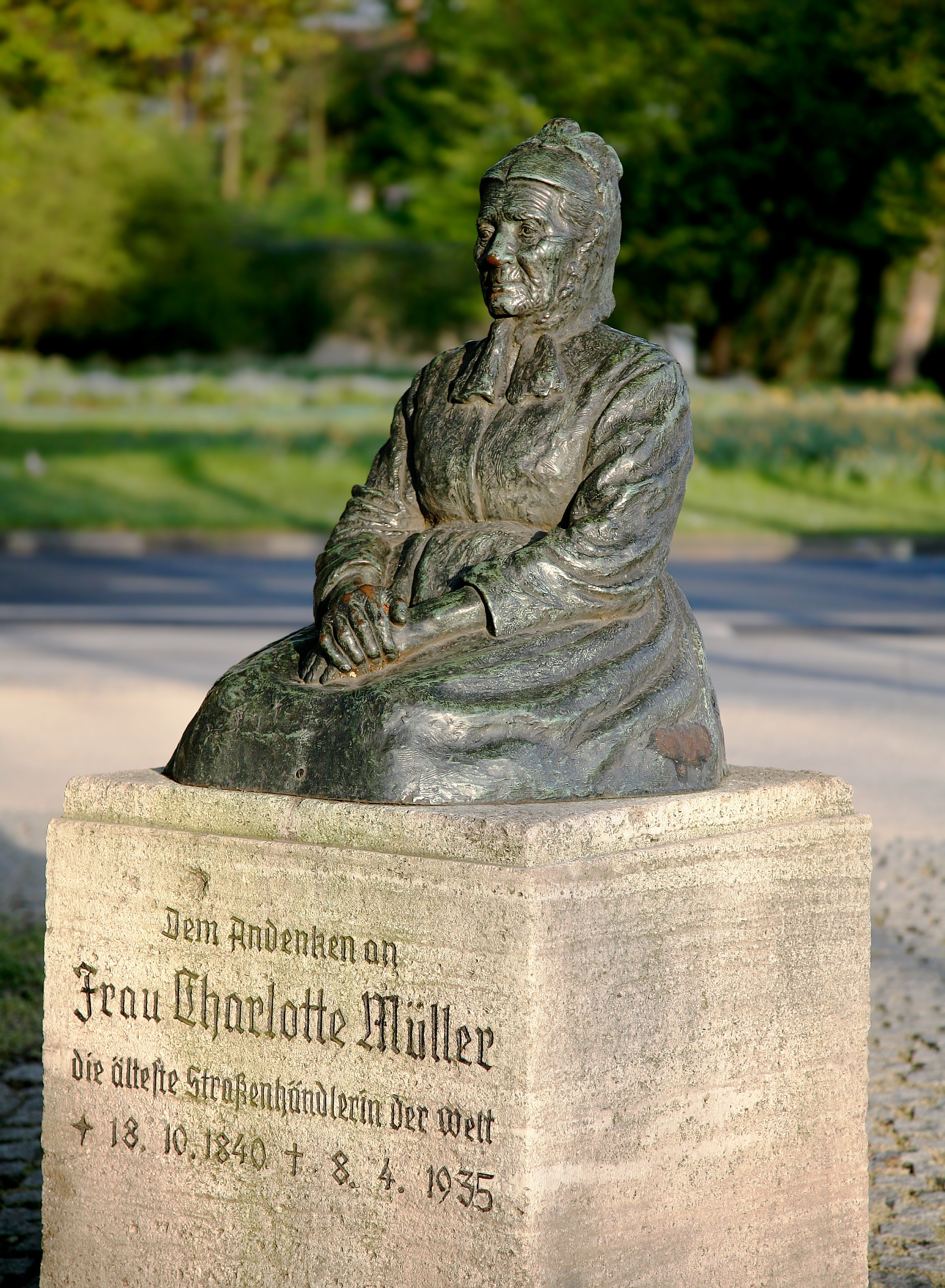
Charlotte Müller Denkmal in Göttingen

Hobson begann ihr Studium bei der Art Students League in New York. Sie führte es in Deutschland fort, wo sie von dem Bildhauer Walter Sintenis in Dresden lernte. Zu Beginn ihrer Karriere spezialisierte sie sich auf Porträts, Reliefs und Kriegsdenkmäler. Während ihrer Zeit in Göttingen porträtierte sie 1932 Charlotte Müller, die damals vermeintlich älteste Straßenverkäuferin der Welt. Da die Stadt Göttingen nach dem Tod Müllers Interesse zeigte, ihr ein Denkmal zu errichten, verkaufte Hobson die Skulptur für den Materialwert von 1500 RM. Die Stadt goss die Statue in Bronze und errichtete 1937 das Denkmal auf dem Bahnhofsplatz. Hobson setzte nach einem kurzen Aufenthalt in Berlin ab 1935 ihre Arbeit in New York fort. 1946 besuchte sie eine Klasse bei dem kroatischen Bildhauer Ivan Meštrović an der Syracuse University.
Ab der Mitte der 1960er Jahre legte sie ihren Fokus auf Skulpturen von Rennpferden, nachdem der Besuch eines Pferderennens ihr Interesse für Pferde geweckt hatte.
Hobson war Mitglied in der National Sculpture Society, der American Artists Professional League (AAPL), der Society of Western Artists und der National Association of Women Artists (NAWA). Hobson übernahm zeitweilig den Vorsitz für die NAWA und die AAPL.

## Ehrung
Es werden mehrere Preise verliehen, die nach Hobson benannt wurden:
- Katherine Thayer Hobson Award (American Artists Professional League)[7]
- Katherine Thayer Hobson Memorial Award (Pen + Brush)[7]
- Katherine Thayer Hobson Award for Portrait Sculpture (Art Students League)[5]